# Humbertioturraea baronii
Humbertioturraea baronii är en tvåhjärtbladig växtart som först beskrevs av C.Dc., och fick sitt nu gällande namn av M. Cheek. Humbertioturraea baronii ingår i släktet Humbertioturraea och familjen Meliaceae. Inga underarter finns listade i Catalogue of Life.